# Mensores
Mensores, una paraula en llatí plural que vol dir mesuradors, amidadors (en singular mensor), van ser les persones que a l'antiga Roma s'ocupaven de mesurar les coses. Els primers que van existir es dedicaven a mesurar les terres i es coneixien amb el nom d'agrimensores.
Els mensores podien mesurar l'extensió dels camps, i aparentment feien la mateixa funció que els agrimensores. També s'anomenaven mensores als oficials que a l'exèrcit s'ocupaven de mesurar l'espai necessari per instal·lar un campament, als que també se'ls anomenava metatores (marcadors, topògrafs). Potser els mateixos oficials o uns altres que eren anomenats també mensores, s'encarregaven de mesurar el gra que es donava a les tropes. Eren una mena d'intendents generals, i proveïen d'habitacions als soldats a les ciutats per on passaven, i on feien una estada temporal. Se'ls coneixia també com a mensores frumenti, mesuradors del blat.
Els mensores frumentarii eren els oficials que mesuraven el gra que era portat pel Tíber cap als graners públics. Tenien la seva base a Òstia i depenien del prefecte de l'annona.
També hi havia els mensor aedificiorum, que eren els arquitectes que dirigien la construcció d'algun edifici públic, sobretot si el plànol havia estat dibuixat per algun altre arquitecte.